# Еволюта
Еволютата на дадена крива е геометричното място на центровете на кривината на кривата. С други думи, ако за всяка точка от кривата се начертае центърът на кривината на кривата в тази точка, резултатната фигура се нарича еволюта на кривата. Самата кривата за еволютата си се нарича еволвента.
Основно свойство на еволютата е, че допирателните на еволютата са нормали за еволвентата.

## История
Терминът еволюта произлиза от латинското evolvo, „развивам“.
Аполоний Пергски (около 200 г. пр.н.е.) дискутира еволютите в Книга V от неговите „Конични сечения“. Въпреки това, в литературата Кристиан Хюйгенс се споменава като първият изучавал еволютите (в труда си Horologium oscillatorium, 1673). Хюйгенс формулира своята теория за еволютите някъде около 1659 година с цел да реши проблема за намирането на тавтохрона (изохрона), която на свой ред да му помогне да конструира изохронно махало. Причината е в това, че тавтохроната по същество е циклоида, а циклоидата има уникалното свойство еволютата ѝ също да е циклоида. Теорията на еволютите на практика позволява на Хюйгенс да получи много резултати, които по-късно са били преоткрити със средствата на математическия анализ.
Еволютите са обект на изучаване и в две статии на Готфрид Лайбниц от 1692 година.
Обобщението на понятието е дадено през 1709 г. от известния физик Рене-Антоан Реомюр.

## Примери
- Еволютата на една окръжност {\displaystyle (x^{2}+y^{2}=r^{2})} е една-единствена точка, съвпадаща с центъра на окръжността.
- Еволютата на една циклоида {\displaystyle (x=r(t-\sin t);y=r(1-\cos t))} е конгруентна циклоида.
- Еволютата на една астроида {\displaystyle (x^{\frac {2}{3}}+y^{\frac {2}{3}}=a^{\frac {2}{3}})} отново е астроида.
- Еволютата на една логаритмична спирала {\displaystyle (x(t)=r(t)\cos(t)=ae^{bt}\cos(t)\,;y(t)=r(t)\sin(t)=ae^{bt}\sin(t))} е конгруентна спирала.
- Еволютата на една парабола {\displaystyle (y=x^{2})} е семикубична парабола {\displaystyle (y^{2}=a^{2}x^{3})}. Роговата ѝ точка съвпада с центъра на кривината на параболата във връхната ѝ точка.